# Baleturi
Baleturi is een bestuurslaag in het regentschap Nganjuk van de provincie Oost-Java, Indonesië. Baleturi telt 5888 inwoners (volkstelling 2010).